# Arachis schininii
Arachis schininii là một loài thực vật có hoa trong họ Đậu. Loài này được Krapov., Valls & C.E.Simpson miêu tả khoa học đầu tiên.